# Coniopteryx (Holoconiopteryx) turneri
Coniopteryx (Holoconiopteryx) turneri is een insect uit de familie van de dwerggaasvliegen (Coniopterygidae), die tot de orde netvleugeligen (Neuroptera) behoort. 
Coniopteryx (Holoconiopteryx) turneri is voor het eerst wetenschappelijk beschreven door Kimmins in 1935.